# Ralph Wormeley Curtis
Ralph Wormeley Curtis (né le 28 août 1854 à Boston et mort le 4 février 1922 à Beaulieu-sur-Mer) est un peintre américain de l'impressionnisme américain. Il a passé la plus grande partie de sa vie en Europe et spécialement en France où il fut lié à son cousin, le peintre John Singer Sargent, ainsi qu'à James McNeill Whistler. Il est surtout connu pour ses paysages et ses scènes urbaines, spécialement celles de Venise.

## Biographie
Son père Daniel Sargent Curtis est un avocat et banquier important. Il passe en grande partie son enfance à Chestnut Hill, localité où demeurent des familles fortunées. Il étudie le droit à Harvard, où, en 1876, il est l'un des fondateurs du périodique étudiant The Harvard Lampoon. 

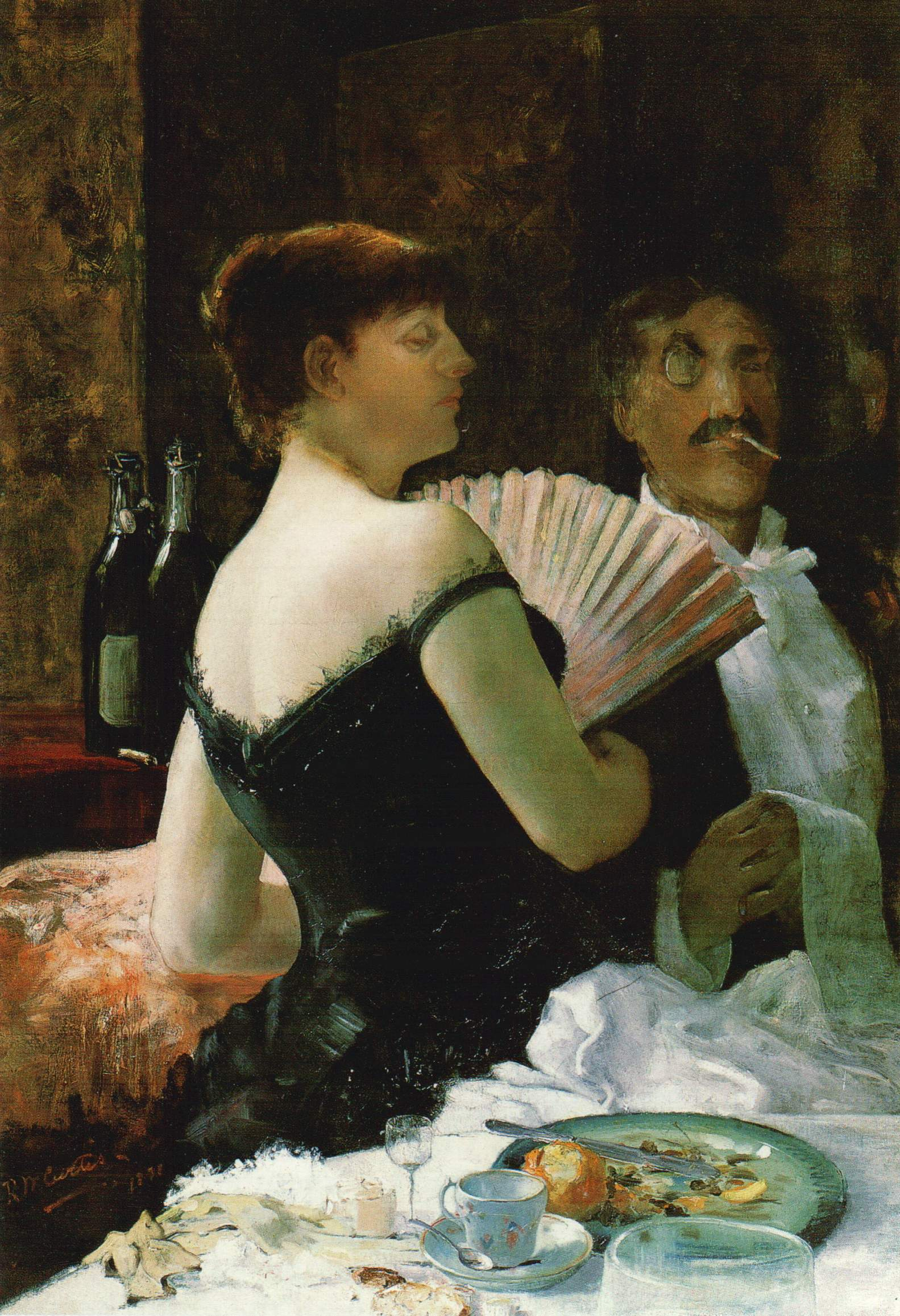
Whistler à une réception (vers 1879-1880).

Après avoir reçu son diplôme, il convainc ses parents d'étudier la peinture. Il commence ses études à l'Académie Julian de Paris, sous la férule de Boulanger, de Lefebvre et du peintre d'histoire Robert-Fleury. Il trouve aussi une place à l'atelier de Carolus-Duran où il rencontre son cousin issu de germains John Singer Sargent qui non seulement devient son meilleur ami, mais aussi exerce une influence déterminante dans les débuts de son art.
En 1878, ses parents s'installent en Europe, passant la plupart du temps à Rome. Ralph Curtis leur rend visite et prend des leçons de dessin à Rome. Ensuite, ses parents déménagent à Venise où ils louent (puis achètent en 1885) le palais Barbaro qui est ouvert à leurs amis cultivés. L'un de leurs invités  habituels est le peintre Whistler qui lui aussi influence le style de Curtis. Whistler possède un atelier au palais Rezzonico donnant sur le Grand Canal. Les Curtis reçoivent aussi entre autres Claude Monet, Bernard Berenson, Robert Browning, Henry James. Entre-temps Curtis ouvre son propre atelier à Paris, puis visite avec Sargent et Chadwick (en) les Pays-Bas en 1880 pour étudier les grands maîtres et copier les tableaux de Frans Hals. Ils se lient aussi aux membres de la colonie d'artistes de Schéveningue.
De 1881 à 1893, il expose régulièrement au Salon et, en 1889, reçoit une mention honorable à l'Exposition universelle. Il montre aussi ses œuvres à la Royal Academy of Arts, à la Grosvenor Gallery et à la Manchester Art Gallery. Il vend ses toiles à petit prix et vit surtout grâce à la pension que lui versent ses parents.
En 1897, il se marie avec Lisa de Wolfe Colt, originaire de Providence, qui est apparentée à la famille des armuriers Colt (John Singer Sargent fait son portrait en 1898, aujourd'hui conservé au Cleveland Museum of Art). Après la naissance de leur fille, Sylvia, ils emménagent à Beaulieu-sur-Mer, dans le Midi de la France, où ils ont encore deux enfants. C'est ici que Curtis meurt en 1922.

## Collections publiques
- Le Retour du Lido - Musée Isabella-Stewart-Gardner, Boston
- Une maison de thé japonaise - Palais Rucellai, Florence
- Portrait de Robert Browning - Bibliothèque Armstrong Browning, Waco

## Quelques tableaux

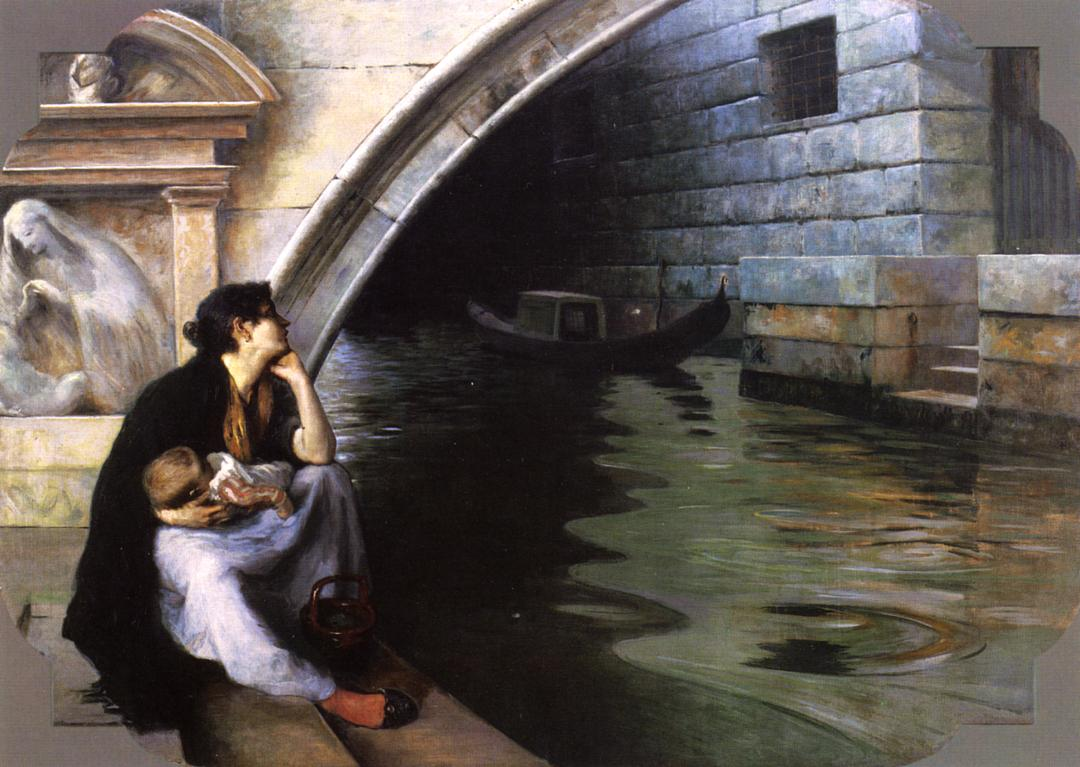
Le Pont des Soupirs
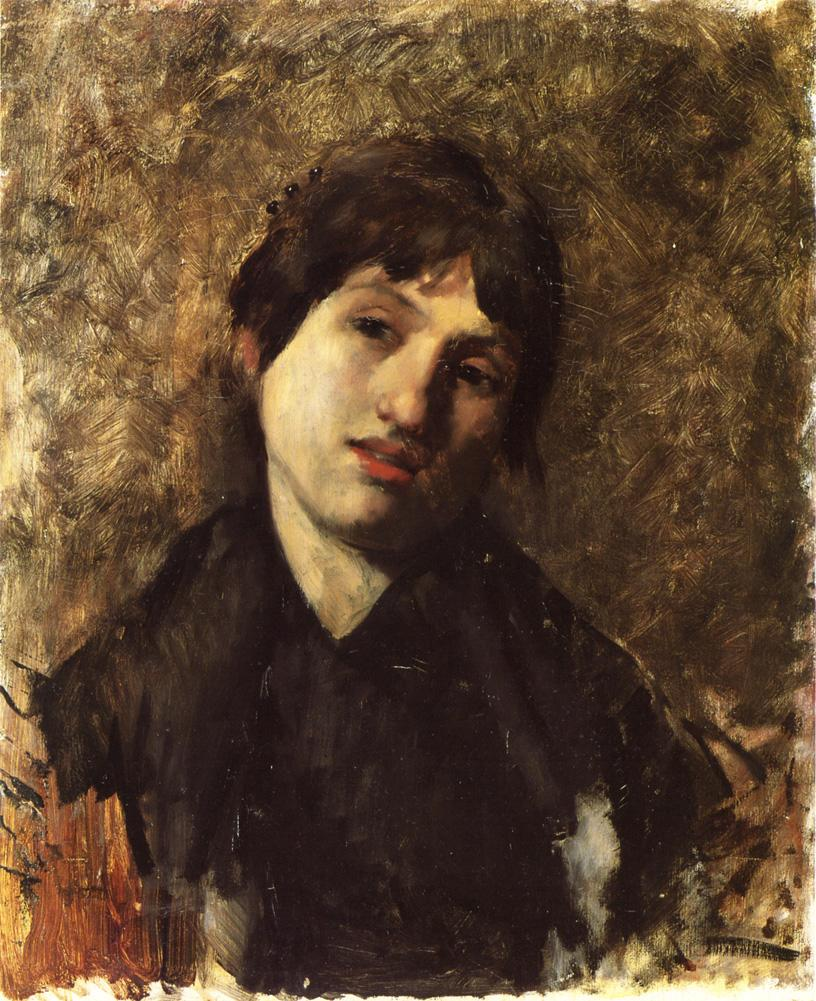
Portrait de jeune femme
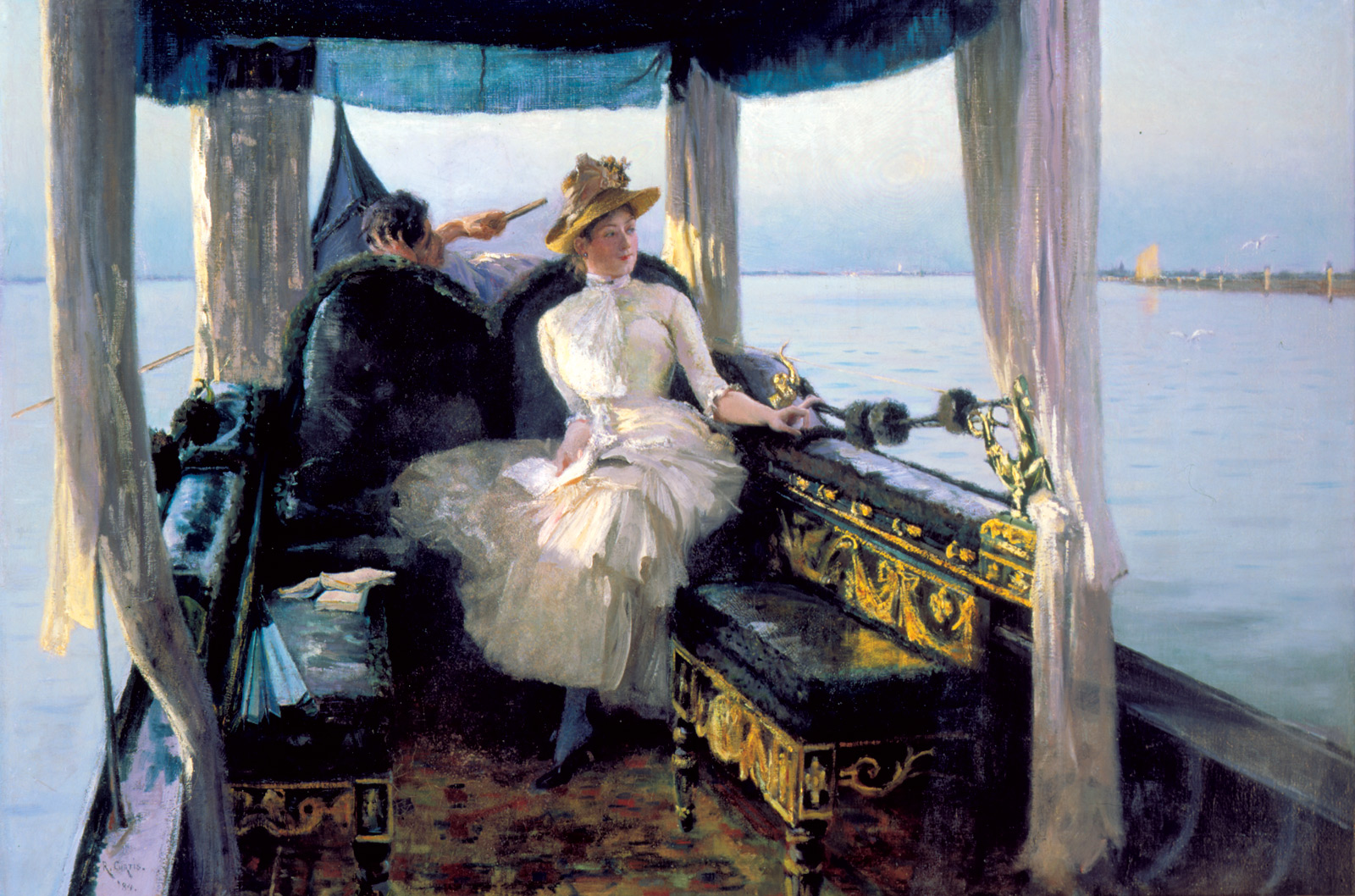
À la dérive avec la marée
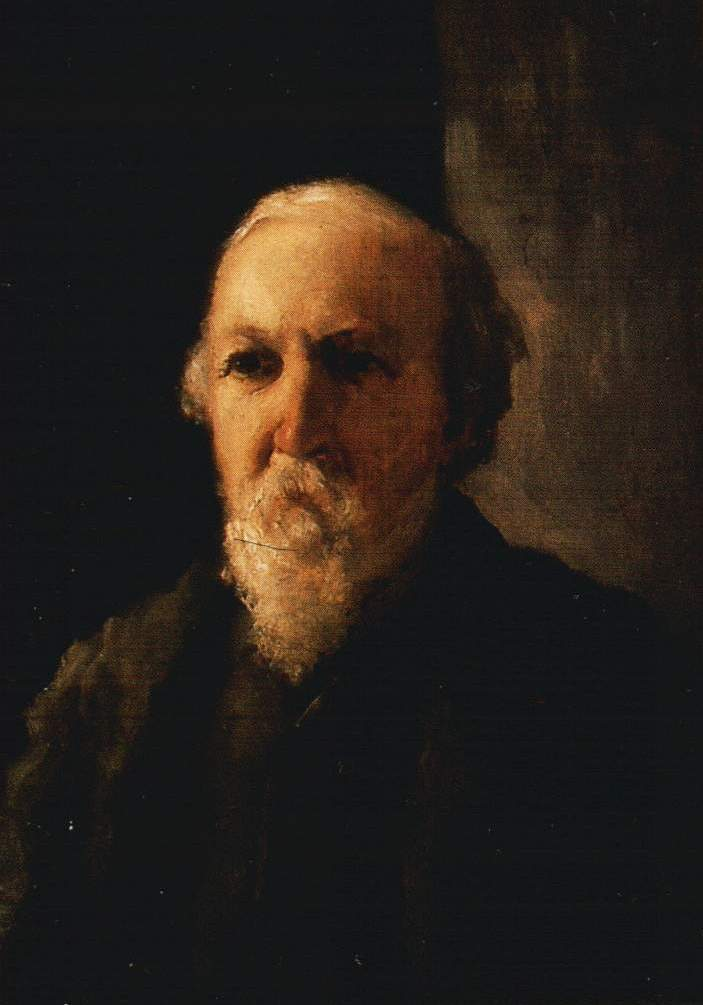
Portrait de Robert Browning